# XS-1 (宇宙機)
DARPA XS-1は、アメリカ軍が開発していた小型人工衛星打ち上げ用の再使用可能なスペースプレーンまたはブースター。XS-1は多段式ロケットの1段目を置き換えるものであり、準軌道飛行の高度で極超音速飛行を行う能力を持ち、使い捨ての上段を空中から発射することで、地球低軌道にペイロードを投入する計画であった。XS-1は打ち上げ後地球に帰還し、24時間に1回という短期間での再飛行に対応することが求められていた。
ボーイングが提案するファントム・エクスプレス (Phantom Express) と呼ばれる設計の開発が進められたが、同社は2020年に開発からの撤退を表明。計画は事実上打ち切られた。

## 歴史
XS-1計画の以前にも、複数の再使用型宇宙往還機が開発されてきたが、いずれも失敗に終わっていた。1980年代のX-30ならびに1990年代のX-33/ベンチャースターは、技術不足により飛行することなく打ち切られた。DARPAが最後に試みたのは2000年代前半のRASCAL (Responsive Access, Small Cargo, Affordable Launch) 計画で、この計画では300 lb (140 kg) のペイロードを75万ドル以下で送り届けることが目標とされていた。
XS-1計画は2013年11月のDARPA industry dayで初めて明らかにされた。DARPAはXS-1は現代のより発展した技術、より軽量で低コストな複合材料のエアフレームやタンク構造物、耐久性の高い熱保護、再使用可能で手ごろな推進機関、それに航空機のようなヘルスマネジメントシステムにより実現可能であると語った。XS-1計画のマネージャーJess Sponableは2014年2月5日のNASAのFuture In-Space Operations groupにおいて「この計画の目的は、極超音速機による頻繁な宇宙へのアクセスを実現することで、宇宙システムのコスト上昇のサイクルを打破することである」と述べた。
2014年7月には3社との間で試作機の設計に関する契約が締結された。選考されたのはボーイングとブルーオリジン、マステン・スペース・システムズとXCORエアロスペース、それにノースロップ・グラマンとヴァージン・ギャラクティックの各企業連合であった。機能を実証した後に軍本体に計画を引き渡す他のDARPAのプロジェクトとは異なり、この計画ではDARPAと企業の間に直接関係が結ばれている。2015年8月、ボーイング、ノースロップ・グラマン、マステン・スペース・システムズの3社ともが計画のフェーズ1Bに移行し追加の資金を受け取った。XS-1の最初の打ち上げは、2020年初頭に計画された。
DARPAは計画のフェーズ2を2016年4月7日に開始し、5月24日には3社の案のうちボーイングのファントム・エクスプレスを選定したことを発表した。また、エンジンには当初報じられていたブルーオリジンのBE-4ではなくエアロジェット・ロケットダインのAR-22が採用された。
しかし、2020年1月22日にボーイングはXS-1の開発終了を発表。フェーズ3に移行することなく、開発は打ち切られた。

## 目標
2013年9月時点での目標は次のようになっていた。XS-1は1,400-2,300 kgのペイロードを1フライト辺り500万ドル以下のコストで低軌道に運ばなければならず、さらに年間10回以上飛行可能でなければならない。現在同規模の打ち上げで用いられているオービタル・サイエンシズの使い捨てロケットミノタウロスIVでは、年間1回の飛行で5,500万ドルを要している。
- マッハ10 (12,250 km/h) 以上の極超音速飛行。
- 最短1日のターンアラウンドタイム。10日間で10回の飛行を可能とする。
- 低軌道に1800 kgのペイロードを投入。
- 1フライト辺りの打ち上げコストを、現在の10分の1となる500万ドルに抑える[3]。
- 無人機であること。
- 再使用可能な1段目を準軌道飛行の高度で極超音速飛行させ、1つないし複数の上段を用いて衛星を軌道に投入する[12][13]。

## 参加企業
- ボーイング & ブルーオリジン - 航空機案
  - ボーイング & エアロジェット・ロケットダイン に変更
- ノースロップ・グラマン & ヴァージン・ギャラクティック & スケールド・コンポジッツ - 航空機案
- マステン・スペース・システムズ（英語版） & XCORエアロスペース（英語版） - 垂直離着陸機案